# Cambio de aceleración máxima
El cambio de aceleración máxima o cambio plano (conocido en inglés como powershifting) es un método de cambio utilizado con una transmisión manual para reducir el lapso en el que las ruedas motrices no están accionadas.
A diferencia de un cambio de marcha normal, en una transmisión de cambio plano el conductor no levanta el pie del acelerador (a diferencia de un cambio de marcha convencional, en el que el conductor suelta el pedal del acelerador muy rápidamente, presionando simultáneamente el embrague y cambiando rápidamente a la siguiente marcha). El embrague se presiona brevemente mientras la palanca de cambios se pasa rápidamente a una marcha más alta, manteniendo el motor en su banda de potencia, lo que permite recuperar la potencia más rápido cuando se "suelta" el embrague y regresa el accionamiento a la transmisión. En la mayoría de los casos, existe un método para cortar el encendido o el suministro de combustible, de manera similar a un limitador de revoluciones, que evita que el motor acelere demasiado cuando se quita la carga de la transmisión. Muchos sistemas de gestión de motor del mercado de accesorios proporcionan esta funcionalidad como característica estándar o como una opción, generalmente combinada con el control de arranque.